# Marcello Todaro
Marcello Todaro (Roma, 21 aprile 1946) è un chitarrista italiano ex membro del gruppo musicale Banco del Mutuo Soccorso.

## Biografia
Alla fine degli anni sessanta fondò, con alcuni amici, il gruppo musicale Fiori di Campo, producendo nel 1970 un 45 giri Fuori città/Due bambini nel cortile ed esibendosi in diversi concerti.
Durante il Festival Pop di Caracalla 1971, Todaro entrò in contatto con Vittorio Nocenzi, già Banco del Mutuo Soccorso, e con elementi di un altro gruppo, Francesco Di Giacomo, Renato D’Angelo del gruppo delle Esperienze. Alla fine dell'estate di quello stesso anno, si costituì il nuovo gruppo BMS con l'aggiunta di Pierluigi Calderoni alla batteria, nella sua formazione più famosa, quella che produrrà tre importanti album del progressive rock italiano, Banco del Mutuo Soccorso, Darwin! e Io sono nato libero.
Nel 1973, durante la lavorazione del terzo album avverrà l'avvicendamento alla chitarra con Rodolfo Maltese. Nel terzo album del Banco, infatti, compaiono entrambi i chitarristi, ma per Todaro quello fu l'ultimo album con il gruppo.
In quello stesso anno, Todaro si unì ad altri strumentisti provenienti da diversi gruppi italiani (Giorgio ”Fico” Piazza della Premiata Forneria Marconi al basso, Nanni Civitenga della Raccomandata con Ricevuta di Ritorno / Samādhi alle chitarre, Giorgio Santandrea degli Alphataurus alla batteria e Carlo Degani alla voce) per creare il gruppo dei Crystals che produrrà l'album omonimo con la produzione di Paolo Tofani degli Area.
In seguito Marcello Todaro diventerà un sound engineer lavorando con artisti italiani ed internazionali come Pino Daniele, Ennio Morricone, Sarah Jane Morris, Enrico Ruggeri, Coro degli Angeli, Luca Barbarossa, Grazia Di Michele, Franco Califano, Raf, Umberto Tozzi, Los Reyes e molti altri, sia live che in studio.
Nel dicembre del 2000, si trasferì definitivamente negli Stati Uniti, a San Diego in California dove vive tuttora.
Dal 2005 al 2009 compreso, Todaro torna in Italia solamente per il periodo di uno dei festival musicali più importanti d'Italia e d'Europa, l'Umbria Jazz Festival a Perugia, in veste di direttore di palcoscenico, con la produzione di artisti di fama internazionale tra i quali Herbie Hancock, Santana, Eric Clapton, Diana Krall, James Taylor, David Sanborn, Neville Brothers, Diana Ross, per citarne alcuni.